# Pavel Fischer
Pavel Fischer (Praga, 26 de agosto de 1965) es un político y diplomático checo, actual senador por Praga desde 2018. Fischer se desempeñó anteriormente como embajador checo en Francia de 2003 a 2010. Fue candidato en las elecciones presidenciales checas de 2018 y terminó en tercer lugar con el 10,23% de los votos. Posteriormente fue elegido para el Senado checo en las elecciones al Senado de 2018. Tras su elección al Senado, anunció su intención de presentarse a las elecciones presidenciales checas de 2023. Finalmente anunció su candidatura y se convirtió en uno de los tres candidatos apoyados por la coalición de centroderecha Juntos (Partido Democrático Cívico, KDU-ČSL y TOP 09), pero quedó en cuarto lugar.

## Primeros años y carrera
Fischer creció en Praga y se graduó en el campo de los idiomas francés y checo en la Universidad Carolina. Fue embajador checo en Francia de 2003 a 2010, y también se desempeñó como Jefe del Departamento de Política en la oficina del presidente checo Václav Havel, y director de STEM, un instituto sin fines de lucro en Praga centrado en investigación sociológica empírica y análisis social.

## Campaña presidencial
El 5 de octubre de 2017 anunció su candidatura a la presidencia de la República Checa en las elecciones de 2018. Recibió la nominación de 17 senadores de Unión Cristiana y Demócrata – Partido Popular Checoslovaco, Socialdemócratas, TOP 09 y Alcaldes e Independientes. Renunció como director de STEM para centrarse en su candidatura.
En la primera vuelta de las elecciones, Fischer terminó en tercer lugar con el 10,23% de los votos. Apoyó a Jiří Drahoš para la segunda ronda.

## Senador
En octubre de 2018 fue elegido para el Senado checo y posteriormente anunció su candidatura para las próximas elecciones presidenciales.
Como Senador, Fischer se sienta como Independiente y es el presidente del Comité de Asuntos Exteriores, Defensa y Seguridad, y miembro de la Comisión Permanente del Senado sobre Desarrollo Rural y la Delegación Permanente del Parlamento de la República Checa ante la Unión Interparlamentaria.

## Puntos de vista políticos
Fischer es considerado un político conservador que apoya el concepto liberal del estado y los valores familiares tradicionales.
Fischer apoya una integración más estrecha de la República Checa con la Unión Europea, la orientación hacia Occidente y el fortalecimiento del vínculo entre Europa y Estados Unidos . Manifestó su intención de desempeñar un papel unificador en la política interna, específicamente entre el gobierno, el parlamento y la sociedad. Afirmó que Emmanuel Macron sería la opción preferida de la República Checa en las elecciones presidenciales francesas de 2017.
Fischer generó controversia el 16 de diciembre de 2017 cuando afirmó que no nombraría a un juez homosexual para el Tribunal Constitucional. Posteriormente se disculpó por esta declaración.

## Vida personal
Fischer es católico. Él y su esposa Klára tuvieron cuatro hijos, pero su hijo mayor, Vojtěch, que estaba gravemente discapacitado, murió en 2013.